# Kurhaus de Scheveningen
El Kurhaus de Scheveningen es un hotel de primera clase y casino en la actualidad llamado el Steigenberger Kurhaus Hotel. Está situado en la principal zona de balneario, cerca de la playa. 
El Kurhaus fue construido entre 1884 y 1885 por los arquitectos alemanes Johann Friedrich y Friedrich Ebert Henkenhaf. Constaba originalmente de una sala de conciertos y un hotel con 120 habitaciones. Después del grave daño sufrido por el fuego de un incendio, fue reconstruido entre 1886 y 1887.
Tras caer en mal estado y cerrarse en 1969, el Kurhaus se salvó de la demolición en 1975 al ser catalogado como un edificio histórico, y ser totalmente renovado. Se reabrió en 1979 con la presencia de la entonces princesa Beatriz.